# Nhà hát Pompey
Nhà hát Pompey (tiếng Latinh: Theatrum Pompeii, tiếng Ý: Teatro di Pompeo) là một công trình kiến trúc ở La Mã Cổ đại được xây dựng nửa sau thời kỳ Cộng hòa La Mã bởi Pompey Đại đế (Gnaeus Pompeius Magnus). Được hoàn thành vào năm 55 trước Công nguyên, đây là nhà hát cố định đầu tiên được xây dựng ở Rome. Tàn tích của nó nằm ở Largo di Torre Argentina.
Được bao quanh bởi các cổng vòm lớn có cột là một khu vườn rộng lớn phức hợp với đài phun nước và tượng. Dọc theo dải hành lang có mái che là các phòng dành riêng cho việc trưng bày nghệ thuật và các tác phẩm khác được Pompey sưu tập trong các chiến dịch của ông. Ở phía đối diện của khu phức hợp vườn là hội trưởng mang tên Curia của Pompey, dành cho các cuộc họp chính trị. Viện nguyên lão La Mã thường sử dụng tòa nhà này cùng với một số đền thờ và hội trường đáp ứng các yêu cầu khác ở thành Rome cho các cuộc họp chính thức của họ. Curia nổi tiếng là nơi mà Julius Caesar bị Brutus và Cassius ám sát trong một phiên họp của Viện nguyên lão vào ngày 15 tháng 3 năm 44 trước Công nguyên.